# Rupal
Rupal (nep. रुपाल) – gaun wikas samiti w zachodniej części Nepalu w strefie Mahakali w dystrykcie Dadeldhura. Według nepalskiego spisu powszechnego z 2001 roku liczył on 864 gospodarstw domowych i 5296 mieszkańców (2689 kobiet i 2607 mężczyzn).